# Лок Вирса
Музей Лок Вирса (урду لوک ورثہ عجائب گھر‎) расположен в городе Исламабад (Пакистан). В нём представлено культурное наследие пакистанских народов в различными экспонатами: статуями, изображениями, керамикой, музыкальными инструментами и текстильными предметами. Лок Вирса считается лучшим краеведческим музеем в Пакистане.
Музей Лок Вирса также известен как Музей народного наследия, находящийся в ведении Институте Народного и Традиционного Наследия. Он расположен возле холмов Шакарпариан. Традиционные для архитектуры Пакистана фасады музея украшены фресками, зеркальной и мраморной инкрустацией.
Возле музея Лок Вирса расположена Библиотека Лок Вирса, предоставляющая широкую справочную информацию по этнографии, антропологии, национальной музыке, искусству, истории и ремёслам. Книги по культуре и искусству, аудио и видео-материалы о народной и классической вокальной и инструментальной музыке доступны для покупки в центре продаж Лок Вирса.

## Галерея

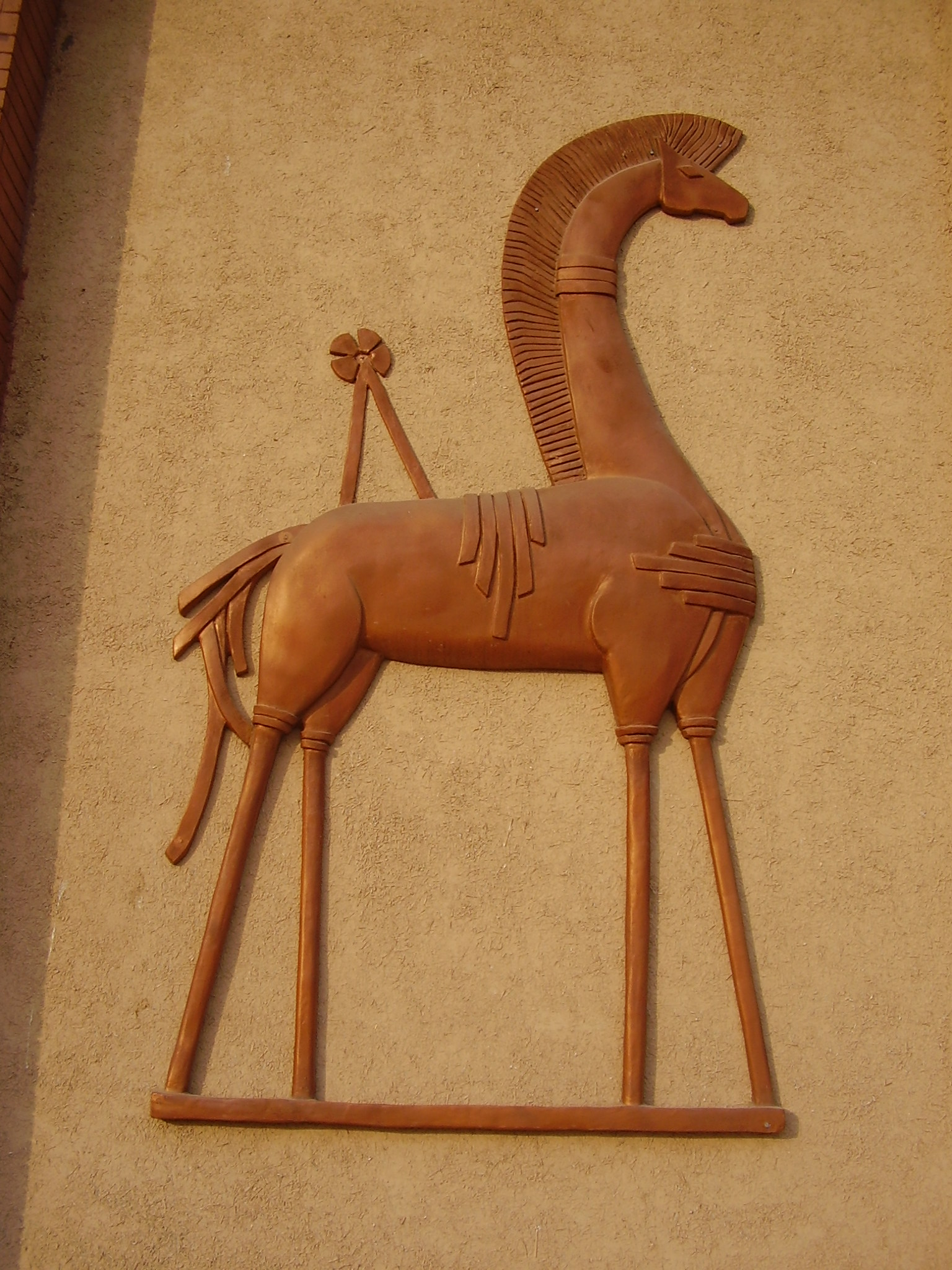
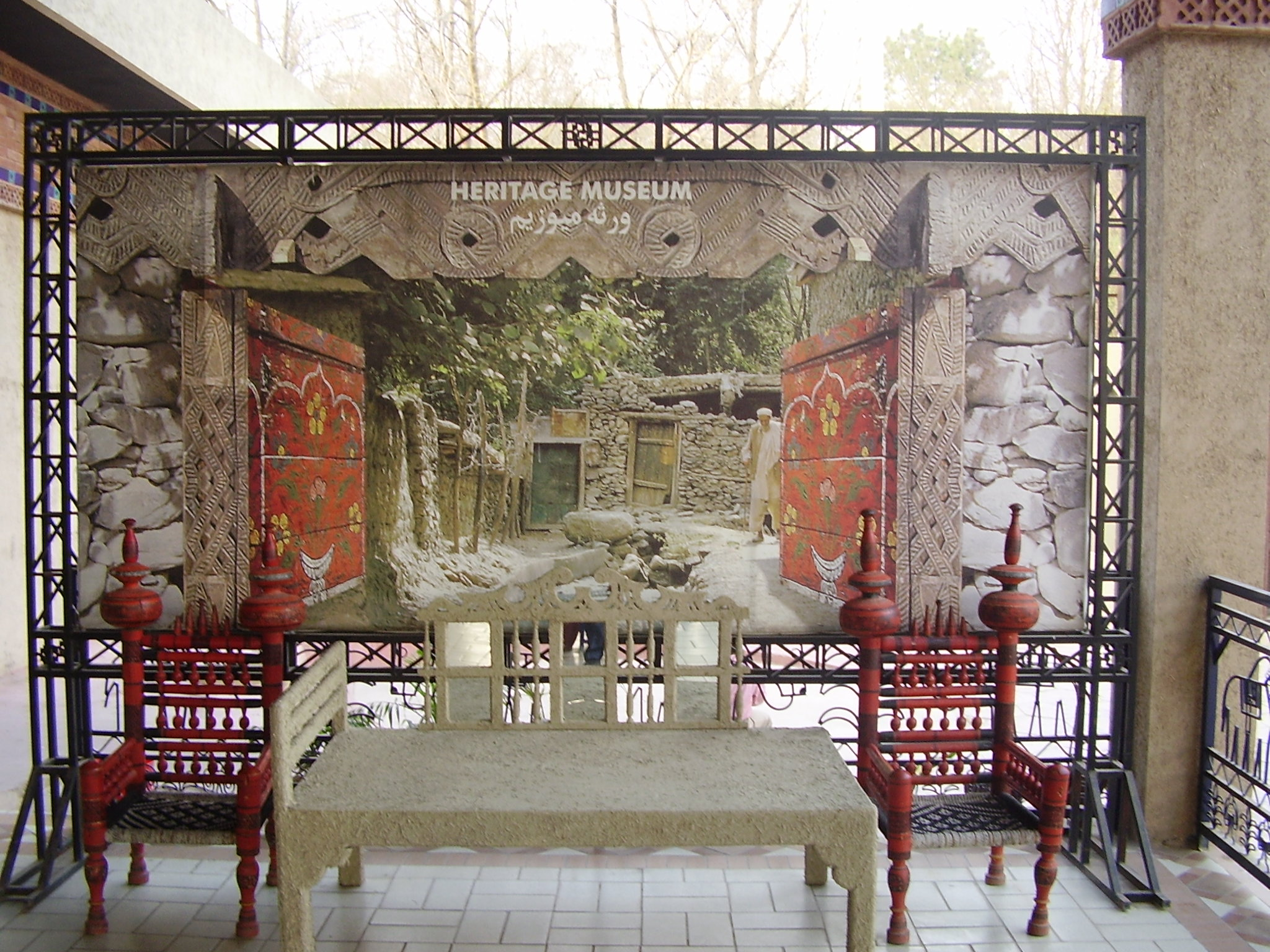
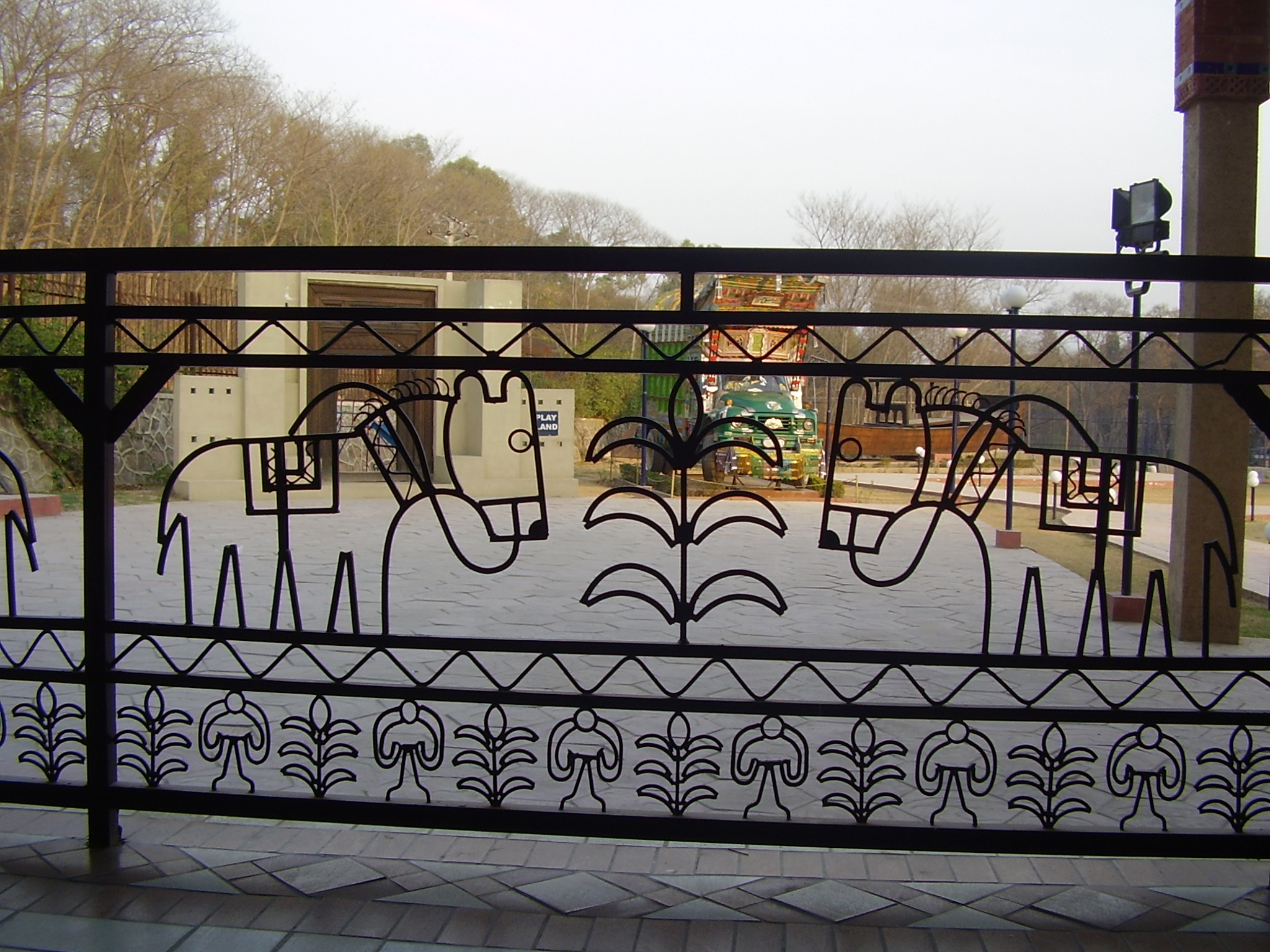
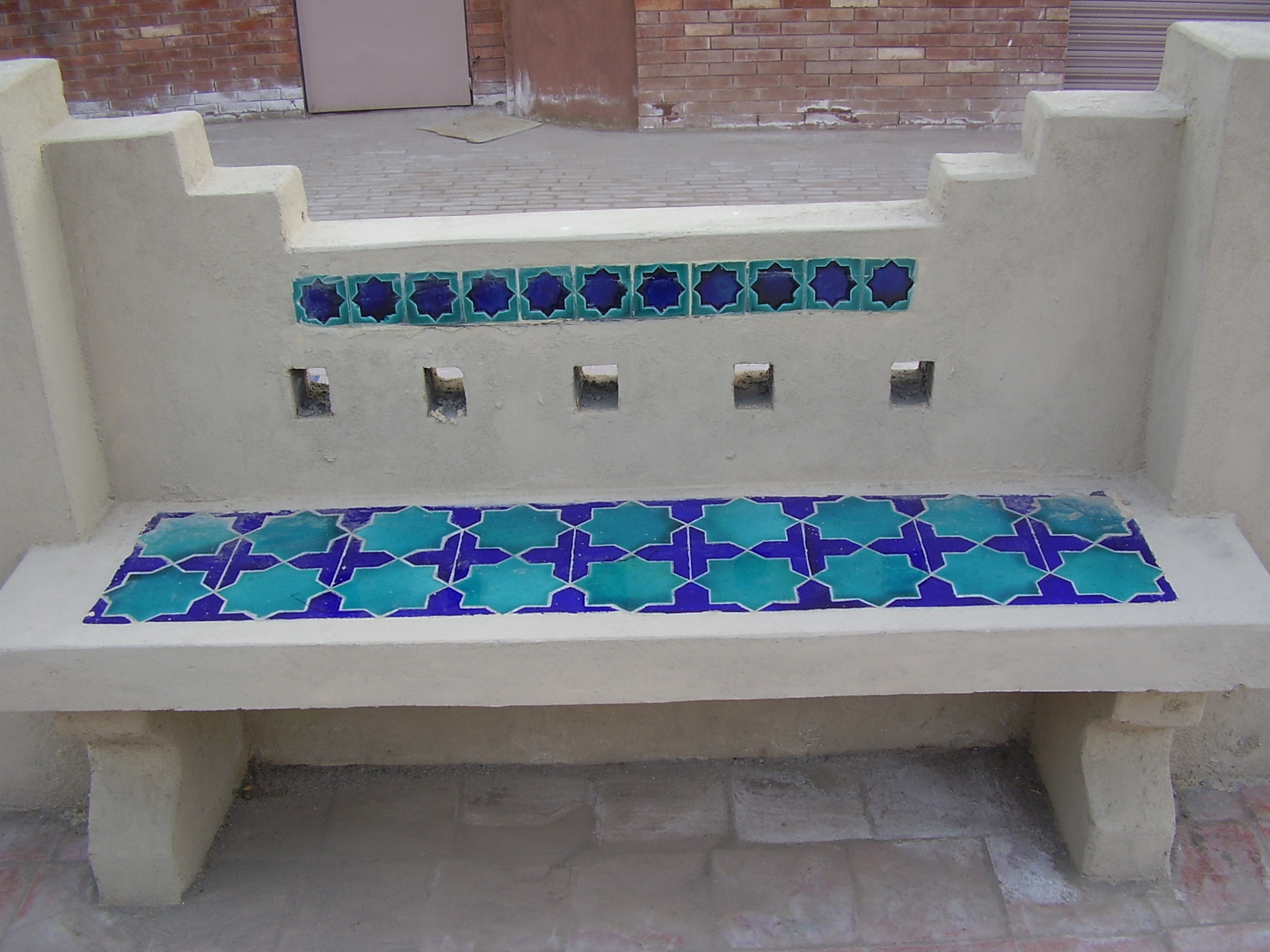
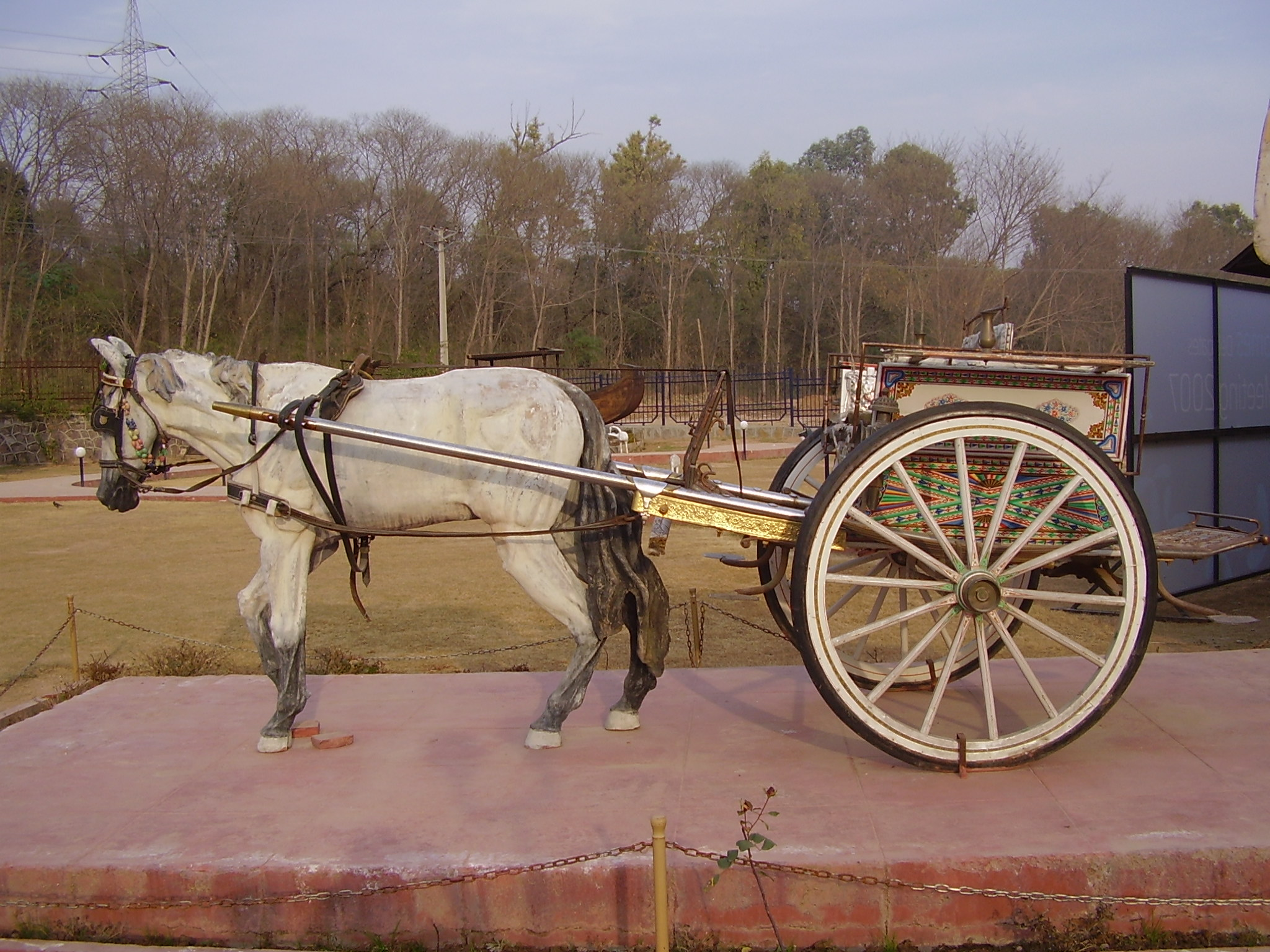
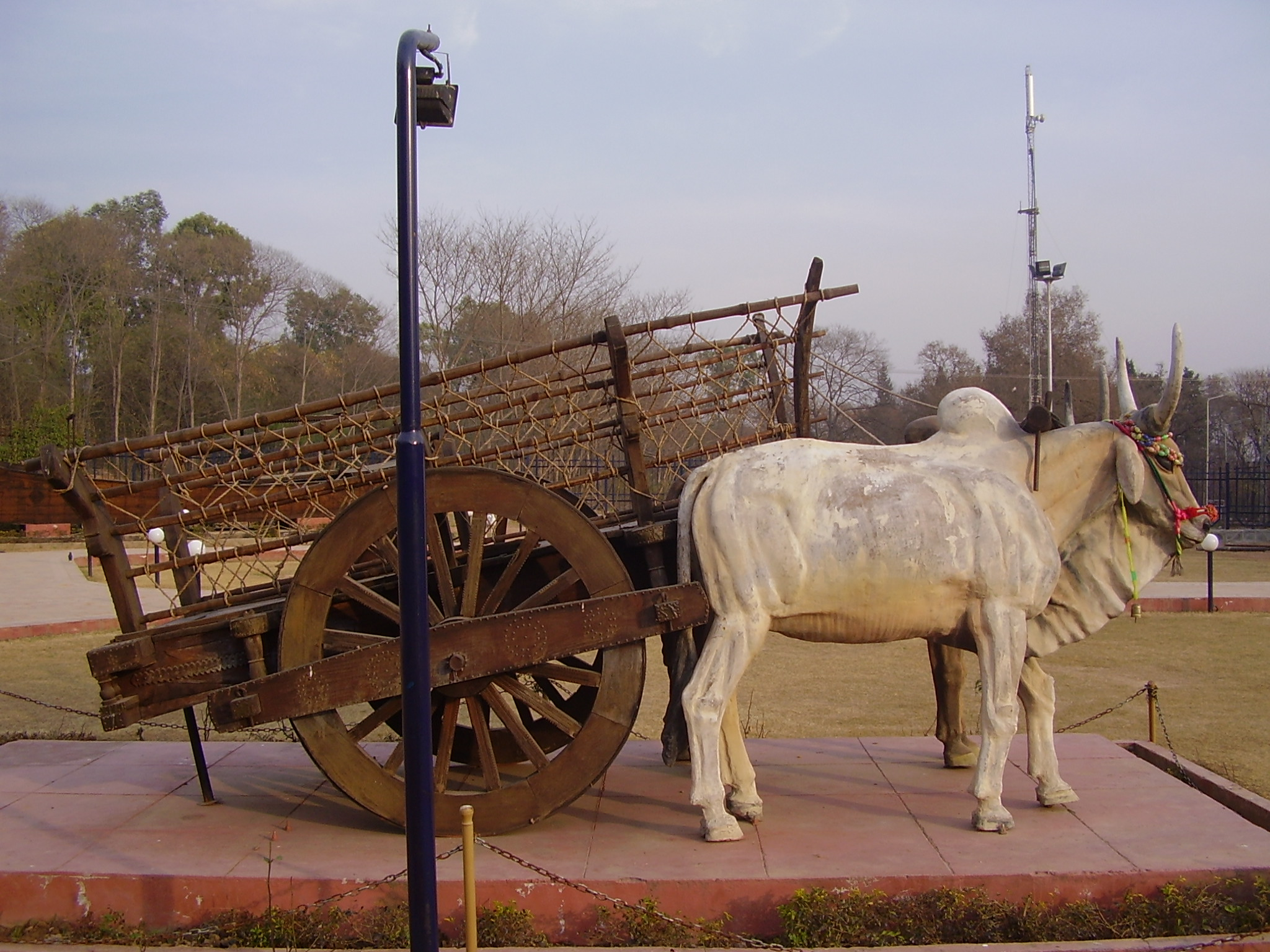
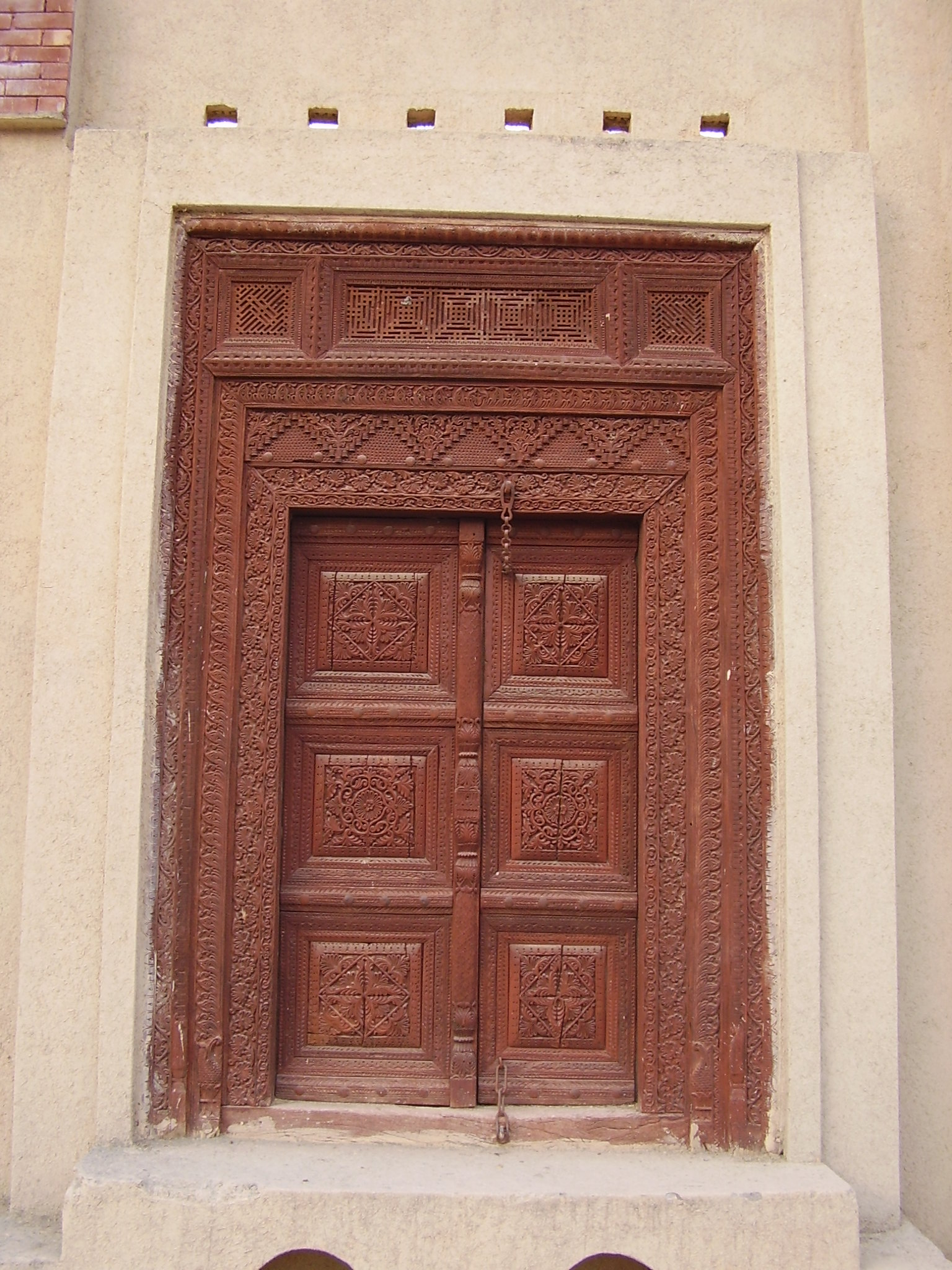